# جامعة سول الحكومية
جامعة سول الحكومية (بالإنجليزية: Seoul National University)‏ هي جامعة حكومية، تأسست في 1946، في كوريا الجنوبية.